# Marcello Picone
Marcello Picone (Napoli, 2 aprile 1929 – Napoli, 1º giugno 2023) è stato un ingegnere italiano.

## Biografia
Laureatosi in ingegneria civile con Adriano Galli nel luglio 1952 presso la Facoltà di Ingegneria dell'Università degli Studi di Napoli Federico II, iniziò una lunga collaborazione sia didattica che professionale con Luigi Cosenza, con il quale firmò alcune importanti opere architettoniche della seconda stagione del razionalismo italiano, tra cui la nuova sede della Facoltà di Ingegneria dell'Università degli Studi di Napoli Federico II in piazzale Tecchio (con L. Cosenza, M. Pagano, L. Tocchetti, 1955-70), la scuola elementare in via Madonnelle, Ercolano (con L. Cosenza, F. Fimiani, 1957-59) e alcuni quartieri INA-Casa, tra cui le case popolari INA-INAIL in via Nino Bixio a Fuorigrotta e il rione Santa Rosa a Ponticelli.
Assistente straordinario, poi incaricato, presso l'Istituto di Architettura e Composizione Architettonica della Facoltà di Ingegneria dell'Università degli Studi di Napoli Federico II dal 1952 al 1958, fu Assistente Ordinario dal 1958 di Architettura e Composizione Architettonica, ricoprendo gli incarichi di insegnamento di "Architettura e Composizione Architettonica I" (1957-59), "Architettura e Composizione Architettonica II" (1958-60), "Tecnica di cantiere e Produttività" (1960-79) e di Architettura Tecnica (1976-78). Dal 1984 al 2000 fu professore ordinario di Costruzioni edili presso l'Università degli Studi di Napoli Federico II, dove ha coordinato anche il Dottorato di ricerca in "Tecnologie per il recupero edilizio e l'innovazione tecnologica" .
Progettò e diresse la realizzazione di scuole, edifici religiosi (complesso parrocchiale del SS. Crocifisso e S. Rita in via Scipione Rovito a Napoli, 1964) e diverse opere pubbliche a Napoli, tra cui la Linea Tranviaria Rapida (LTR) e la copertura dello stadio San Paolo progettata da Fabrizio Cocchia (1990). Progettò e diresse il restauro del Complesso di Santa Maria della Pace a Napoli (1983-87).

## Opere
- Palazzo della Facoltà d'Ingegneria (con L. Cosenza, M. Pagano, L. Tocchetti, 1955-70)
- Case popolari INA-INAIL a Fuorigrotta, via Nino Bixio, Napoli (con L. Cosenza, P. Ciaravolo, G. Ippolito, C. Montuori, A. Passaro, 1956-59)[4]
- Scuola elementare in via Madonnelle, Ercolano (con L. Cosenza, F. Fimiani, 1957-59)
- Case popolari a Ponticelli, rione Santa Rosa, via Mastellone, Napoli (con L. Cosenza, P. Ciaravolo, G. Ippolito, C. Montuori, A. Passaro, 1957-62)[5]
- Complesso parrocchiale del SS. Crocifisso e S. Rita in via Scipione Rovito, Napoli (1964)
- Restauro del Complesso di Santa Maria della Pace a Napoli (1983-87)

## Scritti
- M. Picone, Spazi della abitazione : l'ambiente di lavoro, Napoli, La Nuovissima, 1958, SBN CFI0323122.
- M. Picone, Estetica dei ponti, in Ingegneri, I, n. 1, 1960, SBN CAG1165454.
- M. Picone, Modelli di elaborazione elettronica nella tecnica della produzione edile, Napoli, Facoltà di ingegneria, Istituto di architettura tecnica, 1983, SBN NAP0362641.
- M. Picone, Tecnologia della produzione edilizia : metodiche industriali e tecnologie operative per i cantieri edili, Torino, Utet, 1984, SBN CFI0085529.